# Hippodrome de Dieppe
 (avril 2025).
Si vous disposez d'ouvrages ou d'articles de référence ou si vous connaissez des sites web de qualité traitant du thème abordé ici, merci de compléter l'article en donnant les références utiles à sa vérifiabilité et en les liant à la section « Notes et références ».
L'hippodrome de Dieppe, également appelé « hippodrome Rouxmesnil-Bouteilles » est un champ de courses situé à quelques mètres du centre-ville de Dieppe, dans le département de Seine-Maritime en région Normandie.
L'hippodrome de Dieppe est l'un des 17 hippodromes de la Fédération des Courses d'Île-de-France et de Haute Normandie.
C'est un hippodrome de 2e catégorie, pôle régional qui accueille des réunions des trois disciplines : trot, plat, obstacle.

## Infrastructures
Avec sa piste en herbe de 2 500 mètres, corde à droite, l'hippodrome accueille depuis 1854 les spectateurs et les professionnels sur une superficie de 70 hectares.
Un restaurant panoramique de 250 places et une brasserie de 120 places proposent deux types de restauration pour différents budgets les jours de courses.

## Courses
La piste de l'hippodrome propose deux distances de courses : 1 350 mètres et 2 550 mètres.
L'hippodrome de Rouxmesnil-Bouteilles permet de parier en PMH (Pari Mutuel Hippodrome) sur les courses se déroulant sur sa piste mais propose également des prises de paris nationaux grâce à son guichet PMU.
À l'entrée est en vente un programme de pronostics permettant aux plus novices ou aux visiteurs occasionnels de bénéficier des meilleurs conseils de professionnels des courses.

## Animations
L'hippodrome propose des animations notamment pour les plus petits. Ainsi, des baptêmes de poneys pourront enchanter les enfants.

## Locations
L'hippodrome de Dieppe propose son magnifique site à la location pour des mariages, des séminaires ou autres conventions.

## Galerie photos

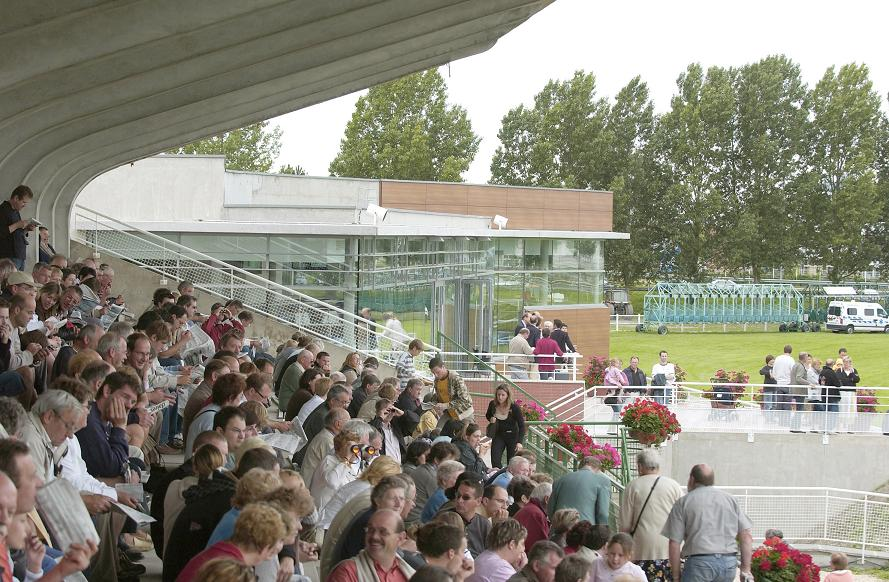
Tribune
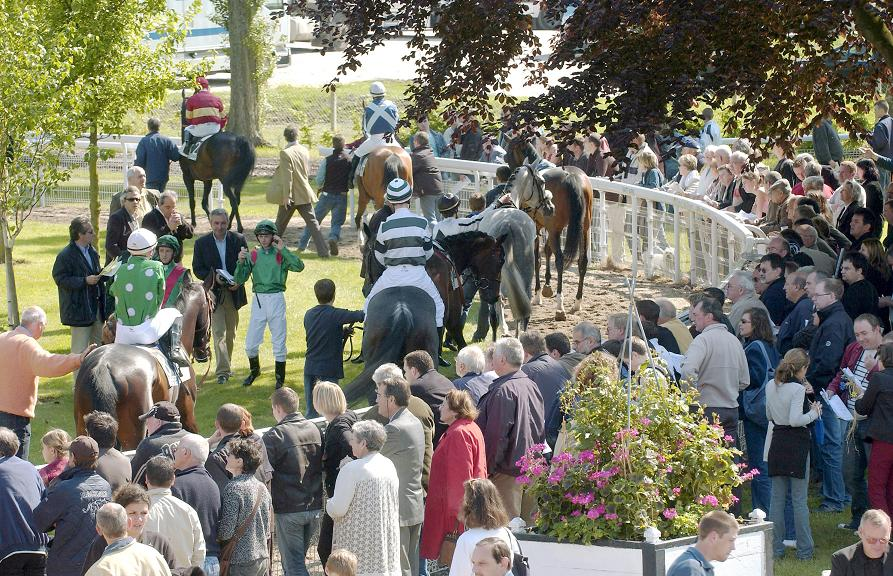
Rond de présentation
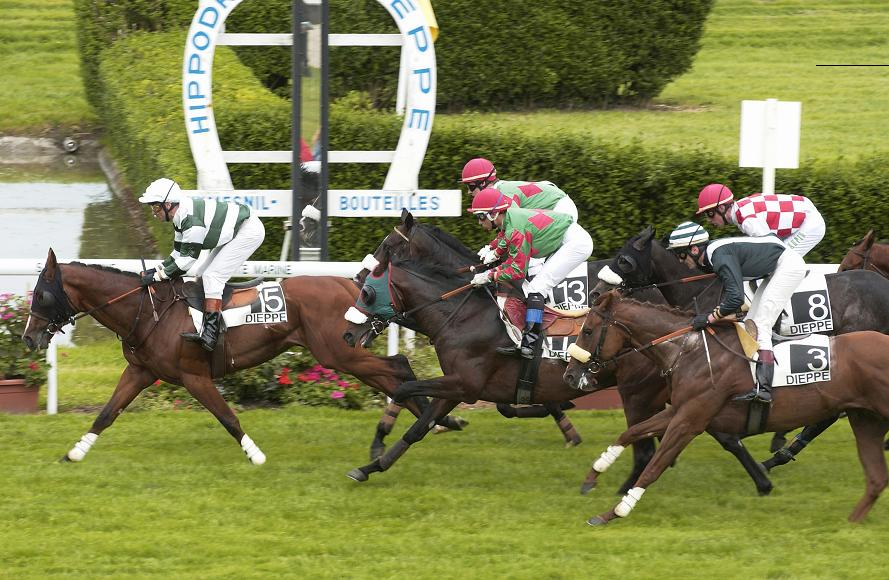
Arrivée
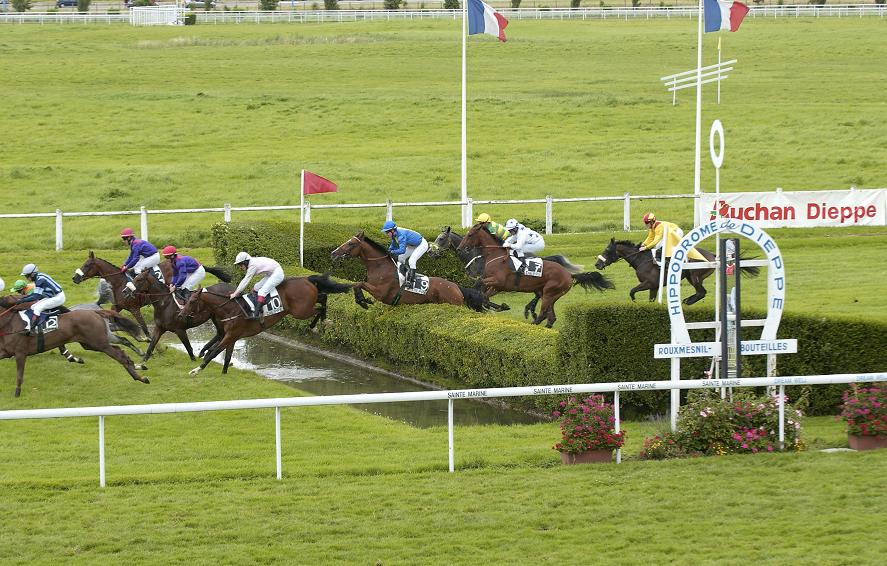
Obstacles

## Calendrier 2009
L'hippodrome accueille 11 réunions de courses par an, de mai à septembre :
- vendredi 15 mai - plat PMU
- mardi 9 juin - obstacles PMU
- lundi 29 juin - plat et obstacles
- lundi 13 juillet - plat PMU
- dimanche 19 juillet - plat et obstacles
- dimanche 26 juillet - trot
- dimanche 2 août - trot PMU
- lundi 10 août - trot PMU
- samedi 15 août - trot
- lundi 24 août - trot PMU
- mardi 22 septembre - obstacles PMU

## Accès à l'hippodrome
L'hippodrome se situe à l'entrée de Dieppe.
- Accès en voiture : à l'entrée de Dieppe
- Accès en train : Gare de Dieppe
- Accès en avion : Aérodrome de Dieppe - Saint-Aubin